# Lilja Nótt Þórarinsdóttir
Lilja Nótt Þórarinsdóttir (deutsche Transkription Lilja Nott Thorarinsdottir, * 6. Juni 1979 in Reykjavík) ist eine isländische Schauspielerin.

## Leben
Lilja Nótt wurde in Reykjavík geboren und hat im Jahr 2009 die Kunstakademie Islands (Listaháskóli Íslands) absolviert.

## Wirken
Ihr Filmdebüt hatte sie im Jahr 2000 in Baltasar Kormákurs preisgekröntem Film 101 Reykjavík in der Rolle der Gunna. In Filmen tritt sie auch unter ihren Vornamen Lilja Nótt (ohne das isländische Patronym Þórarinsdóttir) und unter der transkribierten Namensform Lilja Nott Thorarinsdottir in Erscheinung.

## Filmografie
- 2000: 101 Reykjavík
- 2005: 11 Men Out (Strákarnir okkar)
- 2008: Reykjavík – Rotterdam: Tödliche Lieferung (Reykjavík Rotterdam)
- 2009: Réttur (Fernsehserie, 1 Folge)
- 2009: Ástríður (Fernsehserie, 2 Folgen)
- 2013: Hardur Heimur (Kurzfilm)
- 2015: Sense8 (Fernsehserie, 1 Folge)
- 2015: Trapped – Gefangen in Island (Fernsehserie, 10 Folgen)
- 2016: Reykjavík
- 2019: The Valhalla Murders (Fernsehserie, 1 Folge)
- 2020: The Midnight Sky